# Rawa Mazowiecka (stacja kolejowa)
Rawa Mazowiecka – okresowo czynna stacja Kolei Wąskotorowej Rogów – Rawa – Biała w Rawie Mazowieckiej, w województwie łódzkim, w Polsce. Wybudowana w 1922 roku. W latach 1915–1922 stacja „Rawa” znajdowała się ok. 1 km dalej w stronę st. Biała Rawska, przed mostem na Rawce. Na terenie Rawy znajdował się również rozjazd odgałęziający (Rawa Mazowiecka Odgałęzienie, przy obecnym przejeździe na ul. Mszczonowskiej), gdzie rozpoczynała się nieistniejąca obecnie linia do Żdżar.
Na stacji znajduje się wpisany do rejestru zabytków budynek dworcowy wybudowany w 1922 roku – nr rej.: 1000 A z 31.12.1996 (dec. – Rogowska Kolej Dojazdowa).

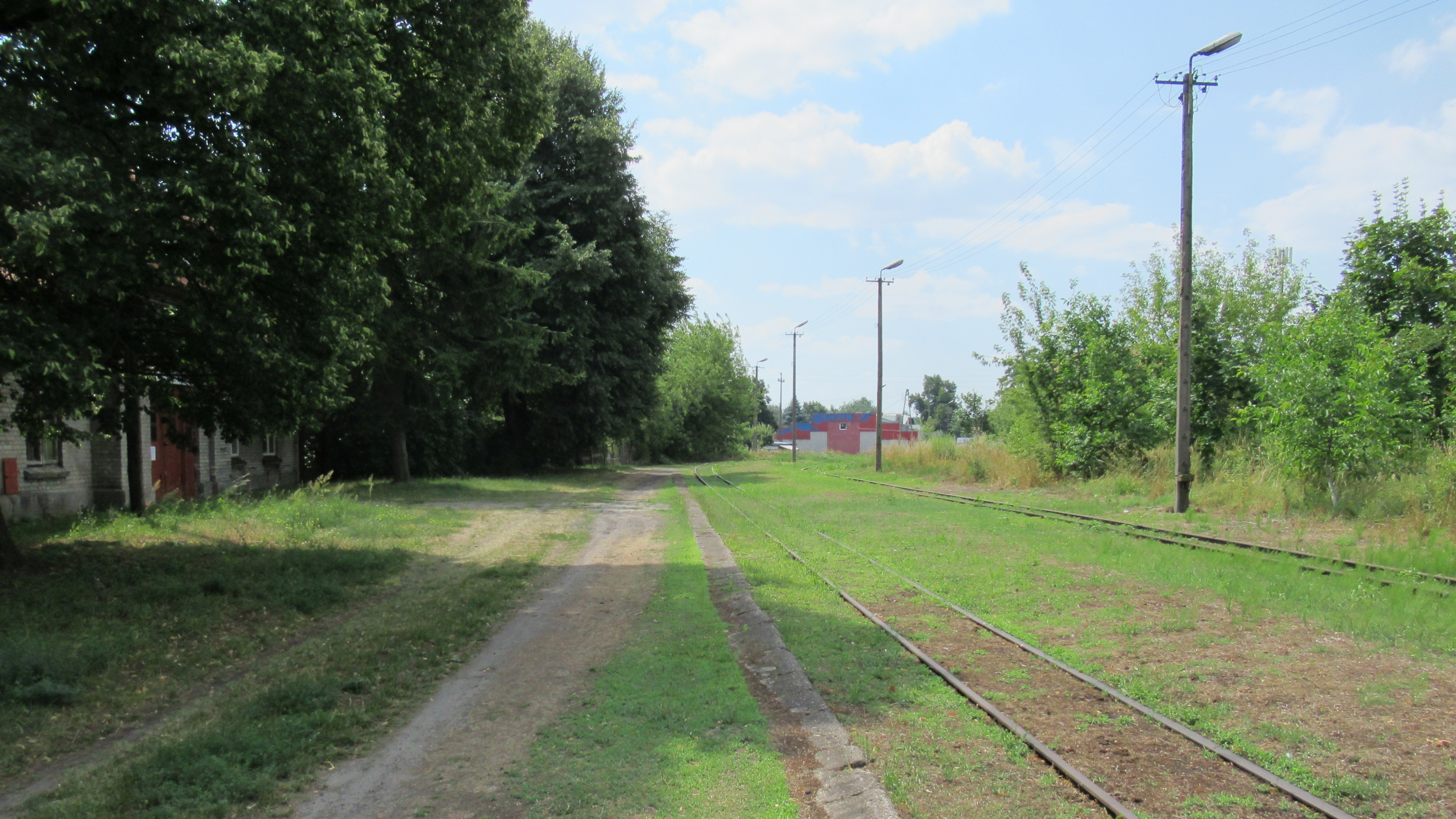
Peron stacji